# 小町桃子
小町 桃子（こまち ももこ、1987年1月16日 - ）は、日本の元タレント、グラビアアイドルである。ボックスコーポレーションに所属していた。

## 人物・来歴
- 鹿児島県出身。高校生の時に一家で上京。
- 姉は舞台女優の大隣さやか。
- 2005年にスカウトで芸能界デビュー。グラビアアイドルとしても活躍。同年5月から2006年3月まで「王様のブランチ」（TBS）にリポーターとして出演していた。
- 「小町桃子」という名前は事務所の社長に付けてもらったらしい。
- 2007年、Bibusから生まれ、ユーザー投票によって育てられた「Bibus Music Club」の1期生に選ばれた。会員番号は「7」。
- 2009年1月31日、事務所を退所。同日、ブランチの先輩にあたる清水あきのブログで結婚したことが明らかになった[3]。

## 出演

### テレビ
- 王様のブランチ（2005年5月 - 2006年3月、TBS）
- ガチャガチャポン!（2005年8月 - 2006年3月、フジテレビ）
- 開運!なんでも鑑定団（2006年4月4日、テレビ東京）
- 平成教育予備校（2006年5月21日、フジテレビ）
- ものまねバトル☆CLUB（2006年6月28日、日本テレビ）
- ぐるはぴっ!（2006年11月18日、テレビ東京）
- クイズ!ヘキサゴンII（2006年12月13日、フジテレビ）
- 明石家さんちゃんねる（2007年5月9日、TBS）
- レーシングネット番組ナビゲーター（2008年1月17日 -2009年1月16日 、グリーンチャンネル）

### ドラマ
- ブラザー☆ビート（2005年11月17日、TBS）
- 一週間の恋（2006年1月5日、TBS）
- 弁護士のくず（2006年5月4日、TBS）第4話ゲスト出演
- レガッタ〜君といた永遠〜（2006年7月14日 - 9月8日、ABC・テレビ朝日系列）

### 映画
- ほんとうにあった怖い話 怨霊2（2007年）

### 舞台
- 魚じゃないとやってられないよ（2006年12月23日 - 27日、お台場フジテレビ内 マルチシアター）

## 作品

### CD
- 『ひとりじめ☆Teacher／ねぇ...会いたい』Bibus Music Club（ソニー・ミュージック、2007年10月24日発売）
- 『アイラブユー／抱いてやるわ』黄色い☆ハニービー＠BMC（ソニーミュージック、2008年2月27日発売）

### DVD
- Miss Peach（ワニブックス、2006年2月25日）
- Pure Smile（竹書房、2006年6月9日）
- Peach Flower（エアーコントロール、2006年9月22日）
- Peach Time（エアーコントロール、2006年9月22日）
- ONE（マーレ、2006年12月22日）
- JUICY MOMO（ラインコミュニケーションズ、2007年3月20日）
- 桃色日和（フォーサイド・ドット・コム、2008年2月22日）
- 桃子百景（ラインコミュニケーションズ、2008年5月20日）

### 写真集
- ももこまち（ワニブックス、2005年12月12日）
- PERAS in Cebu（彩文館出版、2008年4月25日）

### デジタル写真集
- @misty 小町桃子デジタル写真集（撮影：サトウテツオ、ミスティ、2007年6月29日）

## CM
- インテリジェンス「an」（2007年）
- 三洋信販「ポケットバンク」（2007年-2008年）